# Gandhi (film)
Gandhi – film fabularny z 1982 w reżyserii Richarda Attenborough z Benem Kingsleyem w roli tytułowej. Zdobywca Oscara.
Film jest fabularyzowaną biografią zrealizowaną w koprodukcji brytyjsko-indyjsko-amerykańskiej. Bohaterem dzieła jest Mahatma Gandhi, indyjski bojownik o niepodległość z pierwszej połowy XX wieku.
W roku 1995, z okazji stulecia narodzin kina, film znalazł się na watykańskiej liście 45 filmów fabularnych, które propagują szczególne wartości religijne, moralne lub artystyczne.

## Fabuła
Film otwiera scena zabójstwa Gandhiego przez Nathurama Godse 30 stycznia 1948. Następnie akcja cofa się o ponad 50 lat – do 1893 roku. Gandhi jest młodym, wykształconym na angielskiej uczelni, prawnikiem rozpoczynającym karierę w Afryce Południowej. Zafascynowany brytyjską kulturą młody intelektualista osobiście styka się z nietolerancją rasową i zaczyna walczyć o obalenie obowiązującego prawa segregacji rasowej. Powstaje koncepcja biernego oporu.
Do Indii wraca wkrótce po wybuchu I wojny światowej. W ojczyźnie zmienia swe zwyczaje (np. ubranie) na bliższe hinduskiej tradycji i włącza się w walkę o niepodległość Indii – występuje publicznie, redaguje gazety, koresponduje z wieloma ludźmi. Wraz z najbliższymi zamieszkuje w aśramie, podróżuje po kraju. Stopniowo staje się symbolem całego ruchu, szczególnie wielkie poruszenie w kraju wywołują jego kolejne głodówki. W 1947 Brytyjczycy opuszczają kolonię, zostaje ona podzielona – wbrew oczekiwaniom Gandhiego, marzącego o wieloetnicznym państwie – między hindusów i muzułmanów.

## Obsada
- Ben Kingsley jako Mahatma Gandhi
- Candice Bergen jako Margaret Bourke-White
- Edward Fox jako generał Reginald Dyer
- John Gielgud jako baron Irwin
- Trevor Howard jako sędzia R. S. Broomfield
- John Mills jako lord Chelmsford
- Martin Sheen jako Vince Walker
- Ian Charleson jako Charles Freer Andrews
- Athol Fugard jako generał Jan Smuts
- Günther Maria Halmer jako dr Herman Kallenbach
- Saeed Jaffrey jako Sardar Vallabhbhai Patel
- Geraldine James jako Mirabehn (Madeleine Slade)
- Alyque Padamsee jako Muhammad Ali Jinnah
- Amrish Puri jako Khan Abdul Ghaffar Khan
- Roshan Seth jako Pandit Jawaharlal Nehru
- Rohini Hattangadi jako Kasturba Gandhi
- Ian Bannen jako Senior Officer Fields
- Richard Griffiths jako Collins
- Nigel Hawthorne jako Kinnoch
- Om Puri jako Nahari
- Daniel Day-Lewis jako Colin

i inni

## Nagrody
- Oskary (1983)
  - dla najlepszego filmu
  - dla najlepszego reżysera
  - dla aktora w roli pierwszoplanowej
- Złoty Glob dla Najlepszego filmu zagranicznego (1983)
- BAFTA dla Najlepszego filmu (1983)